# Miniature Golf Courses of America
Miniature Golf Courses of America é o primeiro EP da banda Five Iron Frenzy, lançado em 1998.

## Faixas

### Lado 1
1. "Mama Mia" (Cover de ABBA)
2. "Arnold, and Willis, and Mr. Drummond"

### Lado 2
1. "Handbook for the Sellout"

## Créditos
- Reese Roper - Vocal
- Micah Ortega - Guitarra, vocal
- Scott Kerr - Guitarra, vocal
- Keith Hoerig - Baixo
- Andy Verdecchio - Bateria, vocal
- Nathanel Dunham - Trompete, vocal de apoio
- Dennis Culp - Trombone, vocal de apoio
- Leanor Ortega - Saxofone, vocal de apoio